# Al Negratti
Albert Edward Negratti, detto Al (12 giugno 1921 – Green Bay, 19 gennaio 1998), è stato un cestista, allenatore di pallacanestro e dirigente sportivo statunitense, professionista nella ABL, nella NBL e nella BAA.

## Palmarès

### Giocatore
- Campione NBL (1946)